# Tiger I
Panzerkampfwagen VI Tiger (abreviat SdKfz 181) a fost un tanc greu de luptă din Germania nazistă și a folosit în al Doilea Război Mondial de la șfârșitul anului 1942 până la sfârșitul războiului în Europa (1945). Este considerat unul dintre cele mai bune tancuri ale celui de-al doilea război mondial și a fost creat pentru a contracara eficiența tancurilor sovietice T-34 și KV-1. Tiger I a fost primul tanc cu tunul de 88mm care și-a dovedit valoarea împotriva țintelor aeriene și terestre. Pe parcursul războiului Tiger I a fost prezent în toate teatrele de luptă. Deși Tiger I era temut de adversari, acesta avea un motor necorespunzător, era scump, iar durata de asamblare era lungă. Au fost făcute în total 1.347 de bucăți între august 1942 și august 1944 . Tiger I era predispus la defectare și avea probleme cu șenilele, deși era rezistent mecanic era foarte greu de întreținut și dificil de transportat. A fost scos din producție în august 1944 în favoarea tancului Tiger II. Tancul a fost denumit "Tiger" de către Ferdinand Porsche, proiectantul versiunii necâștigătoare, numeralul roman I fiindu-i adăugat ulterior după ce Tiger II a intrat în producție. Denumirea inițială germană era Panzerkampfwagen VI Ausführung H1 (‘Tancul VI versiunea H1’, abreviat PzKpfw VI Ausf. H1), apoi a fost redenumit ca PzKpfw VI Ausf.E în martie 1943 având modificări minore care îmbunatațeau tancul. Tancul avea de asemenea denumirea de inventar militar SdKfz 181 (Sonderkraftfahrzeug 181 - vehicul cu destinație specială 181).

## Descriere
Tiger I era diferit fată de tancurile germane precedente în special în ceea ce privește filozofia proiectării. Predecesorii săi (Panzer IV etc.) aveau în echilibru: mobilitatea, blindajul și puterea de foc, dar câteodată erau depășiți de oponenți în privința calibrul tunului.
Tiger I a reprezentat o nouă abordare în materie de protecție (grosimea blindajului) și putere de foc. Deși greu, acest tanc nu a fost mai lent, decât oponenții săi cei mai buni. Cu toate acestea avea 50 de tone, suspensia, cutia de viteze și alte elemente similare au depășit limitele pentru care au fost proiectate, apărând defecțiuni frecvente.
Studiile pentru proiectarea un tanc greu au început în 1937, fără un plan de producție. Deși era foarte similar cu Panzer IV, Tiger cântarea de două ori mai mult. Acest fapt se datora blindajului mai gros, al tunului mai mare, al volum necesar de combustibil mărit și muniției mai mari, motorului mai puternic, transmisiei și suspensiei mai solide.

## Blindaj
Tiger I avea blindajul frontal de 102 mm grosime, blindajul frontal al turelei de 120 mm, față de blindajul frontal de 80 mm  și blindajul frontal al turelei de 50 mm  la Panzer IV. De asemenea, a avut blindajul lateral de 60 mm, blindajul turelei în părțile laterale era de 80 mm. Blindajul de deasupra turelei și a punții era de 25 mm.

## Armament
Tiger I a fost dezvoltat în jurul tunului Kwk 36 L/56, de 88mm. Acest tun era deosebit de precis și puternic, fiind capabil sa distrugă aproape orice tanc al aliaților de la distante de 1200-1500m, în perioada 1942-1944. Muniția standard folosită în 1942-1943 era proiectilul PZ.Gr.39, cu greutate de 10.2 kg și cu următoarea capacitate de perforare a plăcilor de blindaj omogen:
500m - 110mm 1.000m - 99mm 1.500m - 91mm 2.000m - 83mm.
Viteza inițială foarte mare (810 m/s), combinată cu calitatea foarte buna a producției proiectilelor PzGr39 determinau o balistică foarte bună a obuzului pe traiectorie, fapt dovedit și de păstrarea capacității de perforare la distante mari.
Spre sfârșitul lui 1943, ca răspuns la noile modele de tancuri (ISU-152, Churchill MkVII, etc), care aveau blindajul frontal foarte gros (peste 100mm), armata germană a introdus un nou tip de proiectil - Pz.Gr.40. Acesta era construit în jurul unui miez de wolfram, care se comporta mai bine decât oțelul industrial în procesele de perforare a plăcilor de blindaj.
Astfel, performanțele anti-tanc ale tunului KwK36/L56 au crescut:
500m - 156mm 1000m - 138mm 1500 - 123mm 2000m - 110mm
Existau rapoarte din 1945, care atestă distrugerea a 6 tancuri IS-2 de la o distanță de 2000m, de către câteva tancuri Tiger.

## Mobilitate
Tancul Tiger era foarte manevrabil la greutatea și mărimea sa, fiind chiar superior tancului M4 Sherman în teren noroios. Tiger era prea greu pentru podurile mici. Acesta putea să treacă ape cu adâncimi de 4 m. Acest lucru necesita un sistem ciudat de ventilație și răcire sub apă.
În spatele tancului era camera motorului, care avea în părțile laterale două compartimente inundabile, fiecare conținând câte un rezervor de combustibil, radiatoare și ventilatoare. Germanii nu au avut un motor diesel adecvat și ca înlocuitor au folosit un motor pe benzină.
Motorul acționa pinioanele din față, care erau montate destul de jos. Turela de 11 tone avea un motor hidraulic a cărui pompa era acționată de motorul tancului. O rotație completă a turelei dura un minut. Suspensia folosea 16 bare de torsiune cu opt bare pe fiecare parte.
Pentru a suporta greutatea fără precedent, șenilele aveau lățimea de 725 mm.
Infrastructura de suport al acestui vehicul greu era foarte specială. De exemplu, vehiculul greu standard german era SdKfz 9 nu putea tracta tancul; erau necesare câte trei tractoare pentru a tracta un singur Tiger. De aceea, un alt Tiger era necesar pentru a face asta, dar în câteva ocazii motorul vehiculului de tractare se supraîncălzea, rezultând calări sau chiar incendii. Echipajele de pe Tiger aveau interdicția de a tracta un camarad imobilizat.

## Costul
O problema majoră cu Tiger I era ca folosea prea multe resurse. În timpul celui de-al Doilea Război Mondial, peste 58.000 tancuri americane M4 Sherman și peste 36.000 tancuri sovietice T-34 au fost produse față de numai 1.347 Tiger I și 492 Tiger II. Un Tiger costa de două ori mai mult decât un Panzer IV și de patru ori mai mult decât un StuG III.

## Proiectare

### Precursori

Precursorii tancului Tiger I.

Deși dezvoltarea efectivă a tancului Tiger I a început în primăvara anului 1941, istoria proiectării a început în 1937. În acel an compania Henschel a primit ordinul de a dezvolta un tanc de sprijin al infanteriei cu greutatea de aproximativ 30 de tone, ca înlocuitor pentru tancul mediu Panzer IV. Prototipul, denumit "DW 1" (Durchbruchwagen - vehicul de străpungere), urma să fie dotat cu armamentul principal al tancului Panzer IV, tunul scurt de 7,5 cm. După construirea unui singur șasiu în urma experimentelor din 1938, Henschel a dezvoltat un alt prototip cu modificări minore, denumit "DW 2". Din prototipul "DW 2" nu a fost fabricat decât un șasiu.
În același timp, Henschel a dezvoltat un succesor pentru tancul greu Neubaufahrzeug. Acesta trebuia să aibă o greutate de aproximativ 65 de tone, un blindaj frontal de 100 milimetri și 80 milimetri în lateral (similar tancului Tiger I de mai târziu) și un tun scurt de 7,5 cm. Proiectul a fost denumit "VK 6501" (VK era o abreviere a cuvântului Vollkettenfahrzeug - vehicul șenilat complet).
Oficiul Tehnic al Wehrmachtului (Waffenamt) a stabilit însă alte cerințe, pe care le-a trimis firmelor Henschel, MAN, Daimler-Benz și Porsche. Proiectul, denumit "VK 3001 (H)", era o revizuire a prototipului "DW 2". Din cele trei șasiuri construite, unul a fost supus testelor, iar celelalte două au fost folosite la construirea vânătorului de tancuri greu Sturer Emil. Concomitent cu acest proiect, Henschel a dezvoltat prototipul "VK 3601" în urma cererii lui Hitler de a construi un vehicul cu un blindaj mai gros și un armament mai puternic. Acest proiect a fost precursorul tancului Tiger I. "VK 3601" trebuia să aibă o greutate de aproximativ 40 de tone, un blindaj cu o grosime de 100 milimetri în partea frontală, 80 milimetri în lateral și 60 de milimetri în părțile laterale ale șasiului. Tancul trebuia să fie echipat cu tunul de 7.5 cm L/24, tunul 7.5 cm L/43, tunul de 7.5 cm L/70 sau tunul de 12.8 cm L/28 într-o turelă proiectată de Krupp care semăna cu o turela supradimensionată a tancului Panzer IV Ausf. C (Modelul C). Un număr de patru șasiuri au fost construite, însă au fost folosite ca vehicule de tractare. Turelele au fost montate ulterior la unele fortificații ale Zidului Atlanticului.

### Prototipuri
În timpul Bătăliei Franței, blindatele germane au întâlnit tancul francez de cavalerie Somua S35, tancul greu francez Char B1 și tancurile britanice de sprijin al infanteriei Matilda I și Matilda II. Armata germană a observat superioritatea tancurilor inamice și a recunoscut importanța dezvoltării unor tancuri germane cu un blindaj mai gros și armament superior. Tacticile superioare ale Wehrmachtului au ajutat la obținerea victoriei, în ciuda superiorității calitative și numerice a tancurilor inamice. Hitler a observat la rândul său necesitatea dezvoltării unui tanc greu de străpungere a frontului, care să fie folosit în timpul Operațiunii Leu de mare (invazia Insulelor Britanice).
Pe 26 mai 1941, Henschel și Porsche au primit ordinul de a dezvolta un tanc de 45 de tone care să fie gata până în iunie 1942. Porsche a căutat să îmbunătățească prototipul VK 3001(P) "Leopard", în timp ce Henschel a îmbunătățit proiectul "VK 3601 (H)". Firma Henschel a construit două prototipuri: "VK 4501 (H) H1", înarmat cu un tun de 88 mm L/56, și "VK 4501 (H) H2", înarmat cu tunul de 75 mm L/70.
Pe 22 iunie 1941, Germania nazistă a declanșat Operațiunea Barbarossa, invazia Uniunii Sovietice. Germanii au fost surprinși când au întâlnit tancurile medii T-34 și tancurile grele KV-1. Acestea erau superioare tancurilor medii germane Panzer III și Panzer IV, cele mai moderne blindate ale Wehrmachtului. Soldații germani au descoperit rapid că cea mai bună piesă de artilerie care putea fi folosită pentru a distruge noile tancuri sovietice era tunul antiaerian Flak 88 mm.
Armate germană a revizuit imediat cerințele pentru tancul greu. Acesta urma să aibă o greutate de 45 de tone și un tun de calibrul 88 cm. Data limită pentru fabricarea unor prototipuri a fost 20 aprilie 1942, ziua de naștere a lui Hitler. Spre deosebire de tancul Panther însă, designul tancului nu folosea avantajele blindajului înclinat, ci compensa prin grosimea efectivă a plăcilor de blindaj. Designul tancului era clasic, similar tancului mediu Panzer IV.

Prototipul dezvoltat de Porsche.

Porsche și Henschel au trimis prototipurile la Rastenburg pentru a fi testate și comparate în fața lui Hitler. Designului propus de Henschel s-a dovedit a fi câștigătorul, din cauza problemelor prototipului propus de Porsche. Acesta din urmă folosea un motor hibrid (benzină-electric) și cantități importante de cupru, o resursă strategică în timpul războiului. Firmei Porsche i s-au acordat ulterior mai puțin de trei luni pentru a rezolva problemele legate de prototip. Albert Speer, ministrul armamentului și șeful comisiei de evaluare al prototipurilor tancului Tiger, a ales la sfârșitul lunii octombrie 1942 prototipul Henschel drept câștigător.
Producția tancului, denumit oficial Panzerkampfwagen VI Ausf. H, a fost demarată în luna august a anului 1942. În așteptarea unei comenzi, firma Porsche a construit 100 de șasiuri. Câteva dintre acestea au fost folosite pentru prototipul tancului Tiger, însă când Henschel&Son a câștigat competiția, șasiurile au fost folosite la dezvoltarea unui tun de asalt/vânător de tancuri greu. În primăvara anului 1943, 91 de șasiuri au fost transformate în Panzerjäger Tiger (P), cunoscut și sub numele de Ferdinand, iar după ordinele lui Hitler de pe 1 și 27 februarie 1944, Elefant.
Tancul Tiger era încă la stagiul de prototip când a fost demarată producția de serie. Astfel, numeroase schimbări și modificări au fost aduse pe parcursul procesului de fabricație pentru a îmbunătăți proiectul, fiabilitatea și timpul necesar producției. Una dintre cele mai importante modificări a fost redesenarea turelei, pentru a fi montată o cupolă de observație mult mai joasă (și deci, mai sigură pentru comandantul tancului). Pentru a reduce costurile, s-a renunțat la capacitatea de a traversa vadurile de apă adânci și la sistemul de filtrare al aerului montat în exterior.

### Producție în serie

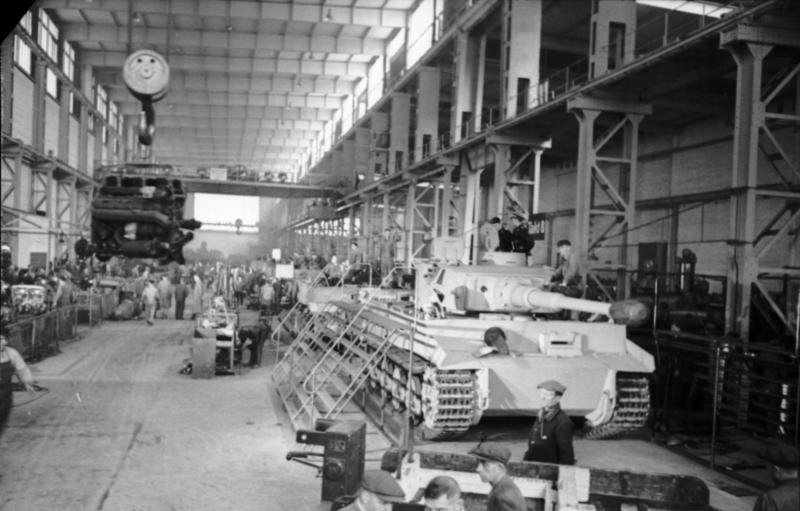
Procesul de fabricație al tancului Tiger I.

În procesul de fabricație de la fabrica Henschel din Kassel erau implicați 8000 de muncitori care lucrau în ture de 12 ore. În urma unei decizii din 1943 privind ocuparea forței de muncă, muncitorii străini nu aveau voie să lucreze fără un permis special. Perioada de producție a unui singur tanc dura 14 zile, de două ori mai mult decât în cazul oricărui tanc german la vremea respectivă. Majoritatea componentelor erau deja fabricate de alte firme:
- Carcasa blindată: Krupp (Essen), Dortmund-Hörder Hüttenverein (Dortmund) și Škoda (Königgrätz).
- Turela (proiectată de Krupp): Wegmann (Kassel).
- Motor: Maybach (Friedrichshafen) sub licență Auto-Union (Chemnitz).
- Cutie de viteze: Maybach.
- Instalația electrică: Bosch (Stuttgart)
- Armamentul (proiectat de Krupp): Buckau-Wolf (Magdeburg) și Dortmund-Hörder Hüttenverein.

Precum majoritatea tancurilor germane, calitatea producției era superioară. Acest detaliu, în combinație cu designul complex, a condus la o rată de producție mică: între 25 de tancuri pe lună (noiembrie 1942, prima lună de producție) și 104 vehicule (aprilie 1944). Costul unui tanc fără echipamente optice, radio și armament era de 250.800 de mărci germane, iar complet echipat se situa la 300.000 de mărci germane.
Primele tancuri Tiger I nu s-au bucurat de încrederea echipajelor din cauza fiabilității reduse. Tancul avea inițial probleme din cauza cutiei de viteze semiautomate, cu incendii spontane, cu scurgerile lichidului de răcire și cu scurtcircuitele de la instalația electrică. În plus, tancul pierdea în medie 15 litri de ulei pentru fiecare 100 de kilometri parcurși. Aceste defecte de natură tehnică au fost considerate a fi acceptabile de către Waffenamt, având în vedere graba cu care tancul a intrat în procesul de fabricație. Spre sfârșitul anului 1942, majoritatea problemelor importante au fost rezolvate, însă erorile de fabricație au crescut semnificativ, din cauza ratei de producție mai mari.
Henschel a fabricat 1350 de exemplare, conform următorului tabel:
| Producția tancului Panzerkampfwagen VI Tiger |      |      |      |      |     |      |      |      |       |      |      |      |       |
|                                              | Ian. | Feb. | Mar. | Apr. | Mai | Iun. | Iul. | Aug. | Sept. | Oct. | Noi. | Dec. | Total |
| 1942                                         |      |      |      | 1    |     |      |      | 8    | 3     | 11   | 25   | 30   | 78    |
| 1943                                         | 35   | 32   | 41   | 46   | 50  | 60   | 65   | 60   | 85    | 50   | 60   | 65   | 649   |
| 1944                                         | 93   | 95   | 86   | 104  | 100 | 75   | 64   | 6    |       |      |      |      | 623   |

În august 1944, producția tancului Tiger I a fost sistată în favoarea succesorului său Tiger II și a tancului mediu Panther. Toate cele trei tancuri au fost fabricate în paralel de la începutul anului 1944 până în august 1944 de către firma Henschel.

## Tunul și performanța blindajului
La un unghi de 30°, un Tiger cu tunul de 88 mm era capabil să penetreze blindajul frontal al turelei de la un tanc American M4 Sherman la distanțe între 1.800-2.100 m, tancul britanic Tanc Churchill la distante între 1.100-1.700m, tancul Sovietic T-34 la distanțe între 800-1.400m, tancul sovietic IS-2 la distanțe între 100-300m. Tancul T-34 nu putea penetra blindajul frontal al Tiger-ului de la nicio distanță, dar putea penetra blindajul lateral de la 500 m, T-34/85 putea penetra blindajul frontal de la o distanța între 200-500m.
Cu cât distanța de luptă scădea, toate tunurile puteau penetra mai mult blindaj. Marea putere de penetrare al Tiger însemna că putea distruge mulți oponenți înainte ca aceștia să realizeze că erau atacați. În plus sistemele optice Germane erau de calitate superioară acest lucru crescând probabilitatea de a lovi ținta din primul foc. În câmp deschis avea mare avantaj tactic.

## Variante
Spre deosebire de majoritatea tancurilor germane, Tiger I nu a fost construit în mai multe variante, deși a suferit numeroase modificări pe parcursul perioadei de fabricație. Singura variantă notabilă a fost tancul punct de comandă Panzerbefehlswagen, fabricat în 89 de bucăți. Acest tanc avea în plus o antenă verticală montată pe turelă. Tancul avea încă un transmițător radio în turelă, acesta fiind deservit de încărcător (servant). Din cauza acestei modificări, s-a renunțat la mitraliera MG 34 coaxială, iar cantitatea de proiectile a fost redusă de la 92 la 66 de lovituri.

### Sturmtiger
Vezi de asemenea: Sturmtiger
Sturmtiger a fost un tun de asalt greu, construit pe șasiul tancului Tiger I. În locul turelei era instalată o suprastructură de tip cazemată, cu un blindaj foarte gros. Greutatea vehiculului a ajuns astfel la 65 de tone. Unitatea de foc consta într-un lansator de grenade antisubmarin de calibrul 38 cm, cu un proiectil exploziv devastator, și o mitralieră MG 34. Doar 18 exemplare au fost fabricate.

### Bergentiger

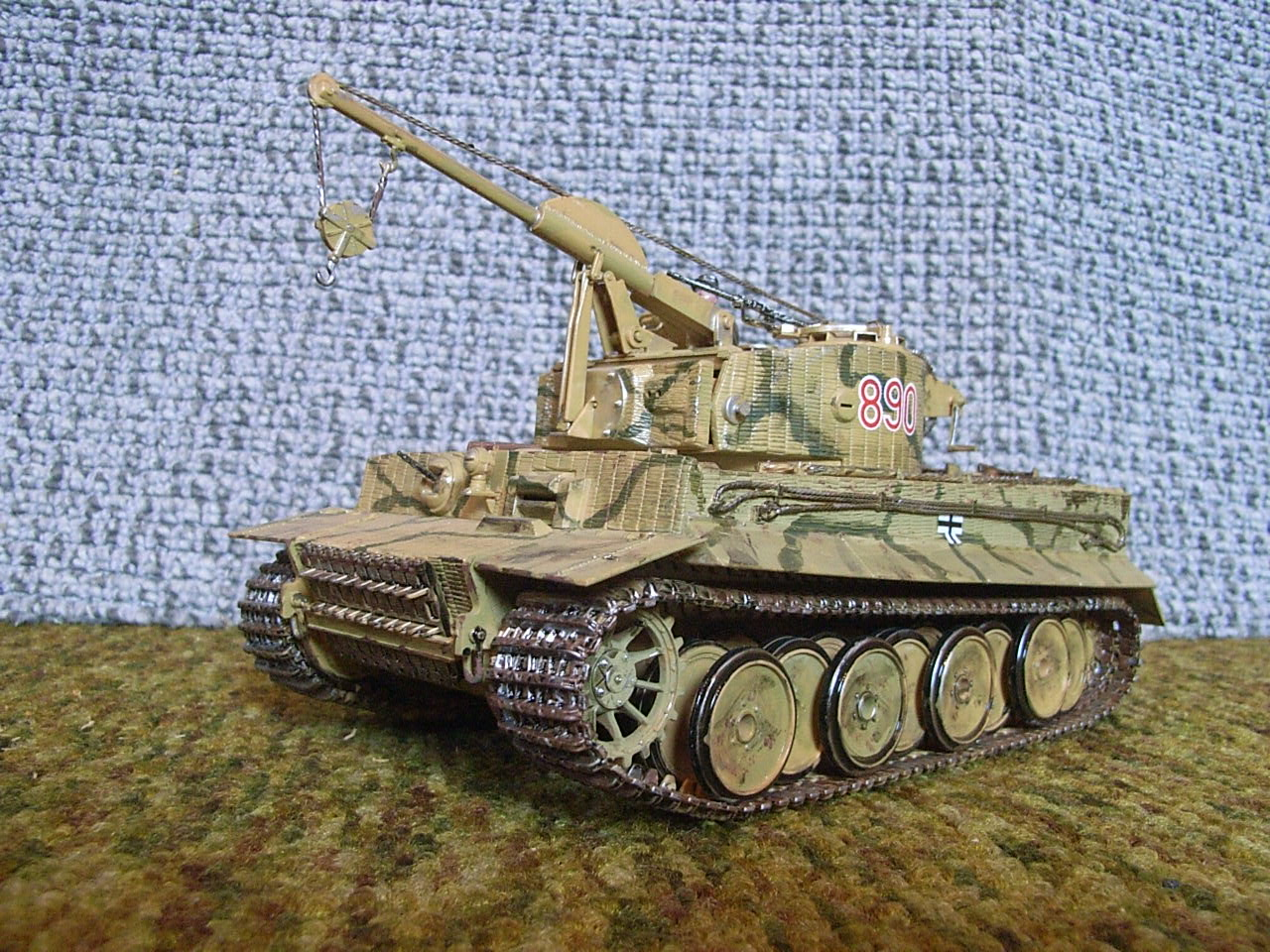
O machetă a vehiculului de recuperare Bergepanzer

Câteva exemplare au fost transformate în vehicule de recuperare a tancurilor avariate. În locul tunului era montat un suport pentru o macara. Aceasta nu putea ridica decât o sarcină mică. Cinci vehicule au fost transformate folosind șasiul Porche. Agregatul energetic era cel folosit la vânătorul de tancuri Elefant, însă Bergetiger avea doar o suprastructură ușor blindată și o mitralieră MG 34.

### Alte proiecte propuse
După Bătălia de la Stalingrad a existat un proiect de transformare a trei șasiuri Porche în vehicule blindate de demolare a clădirilor. Suprastructura trebuia să fie complet închisă, cu blindaj înclinat și un berbec în partea frontală a șasiului. Vehiculul urma să se izbească de coloanele de susținere ale clădirilor pentru a le demola. Au exist și alte proiecte precum fabricarea a două vehicule care să transporte muniția pentru tunul de calibrul 24 cm Kanone 4 (care nu a intrat în producție însă) sau construirea unui vehicul asemănător tunurilor de asalt Sturmgeschütz folosind tunul de calibrul 8,8 cm KwK 43 al tancului greu Tiger II..
Au existat planuri pentru îmbunătățirea modelului de serie. În vara anului 1942 a fost propusă creșterea grosimii blindajului la 120 de milimetri. În toamna anului 1943 a fost fabricat un prototip înarmat cu tunul KwK 43 folosit de Tiger II. Din cauza problemelor inițiale cu transmisia, un model a fost echipat cu o transmisie ZF automată cu 12 viteze. De asemenea, a fost analizat sistemul de acționare hidraulică al firmei Voith. Toate aceste proiecte au fost abandonate însă.
S-a încercat și creșterea puterii motorului, pentru o mobilitate mai mare. Experimentele au arătat că prin utilizarea unui motor cu injecție directă, puterea ar fi crescut de la 700 la 800 de cai putere. Ulterior, un motor de 1000 de cai putere, cu turbină, a fost montat într-un prototip, însă nu a fost testat. O versiune a acestui motor a fost montată și testată după război pe un prototip al tancului greu francez AMX-50. Au fost testate și un motor diesel Argus cu 12 cilindri (800 de cai putere), un motor răcit cu aer Porche cu 16 cilindri în X (1500 de cai putere), un motor de tip Otto cu 12 cilindri pe benzină de la Auto Union (900 cai putere), un motor pe benzină cu 12 cilindri de la Adler (1050 cai putere), precum și un concept de motor cu turbină de gaze dezvoltat de Porsche.

## Tiger I în muzee

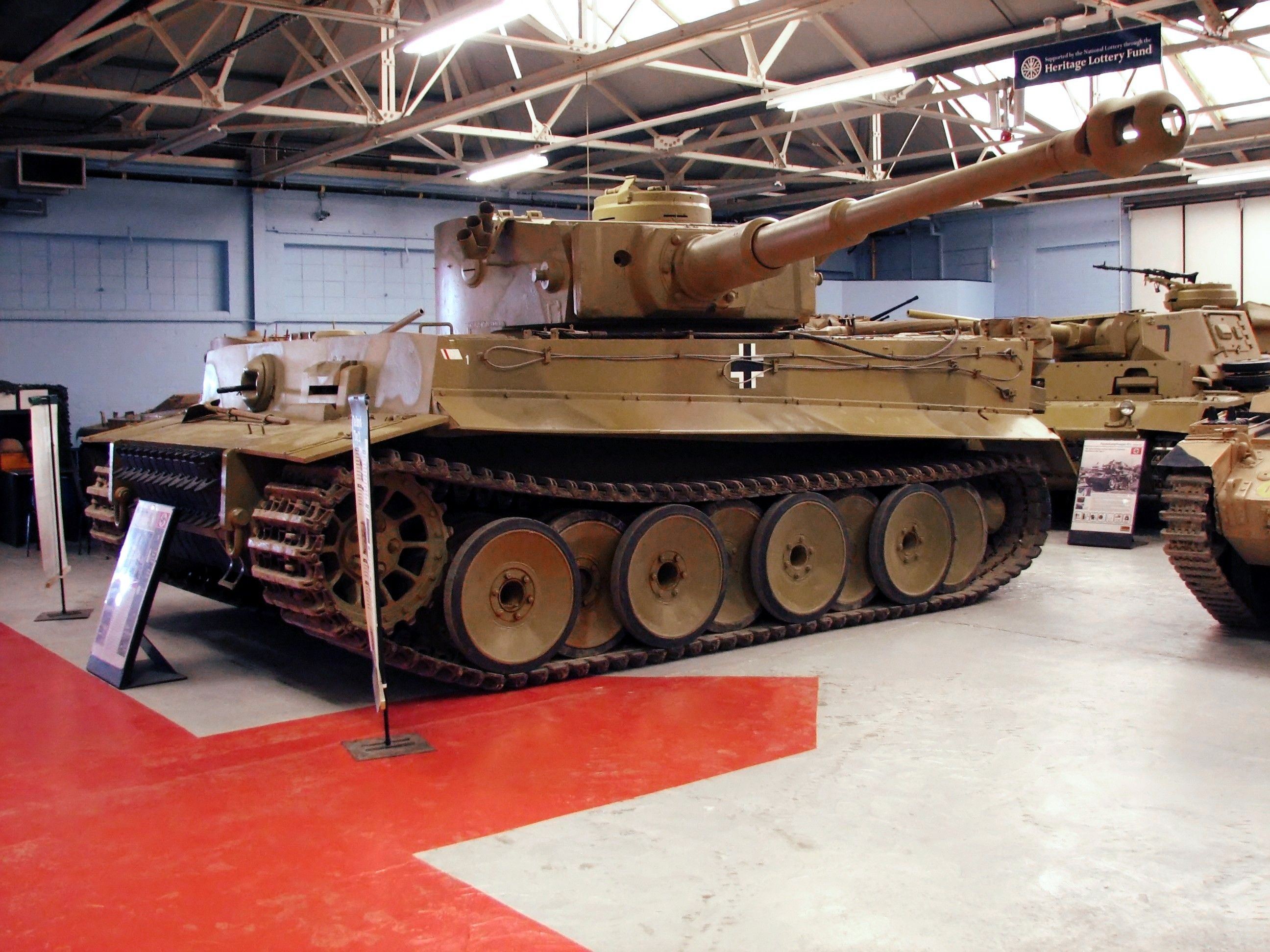
Tiger I expus la Muzeul Tancului din Bovington, Marea Britanie.

Doar șase tancuri Tiger I au fost păstrate sau recuperate până în prezent. Acestea se află în următoarele locații:
- Muzeul Tancului din Bovington, Marea Britanie. Exemplarul este în stare excelentă, fiind capturat de către trupele britanice în Tunisia în anul 1943. Este singurul tanc Tiger I care încă mai funcționează.
- Musée des Blindés (Muzeul Tancurilor) din Samur, Franța. Exemplarul a fost capturat de către trupele franceze, fiind folosit de Regimentul 6 Cuirasieri până la sfârșitul războiului.
- Muzeul Tancului din Kubinka, Rusia.
- US Army Ordnance Museum din Aberdeen, Maryland, SUA. Tancul a intrat într-un proces de restaurare și va fi returnat muzeului în curând.
- Vimoutiers, Franța: expus în aer liber. Capturat după ce a fost distrus de propriul echipaj, fiind într-o stare precară.
- Muzeul Militar Istoric din Lenino-Snegiri, Rusia: este expus în aer liber. Tancul este într-o stare precară, fiind recuperat dintr-un poligon militar de trageri.

### Galerie foto

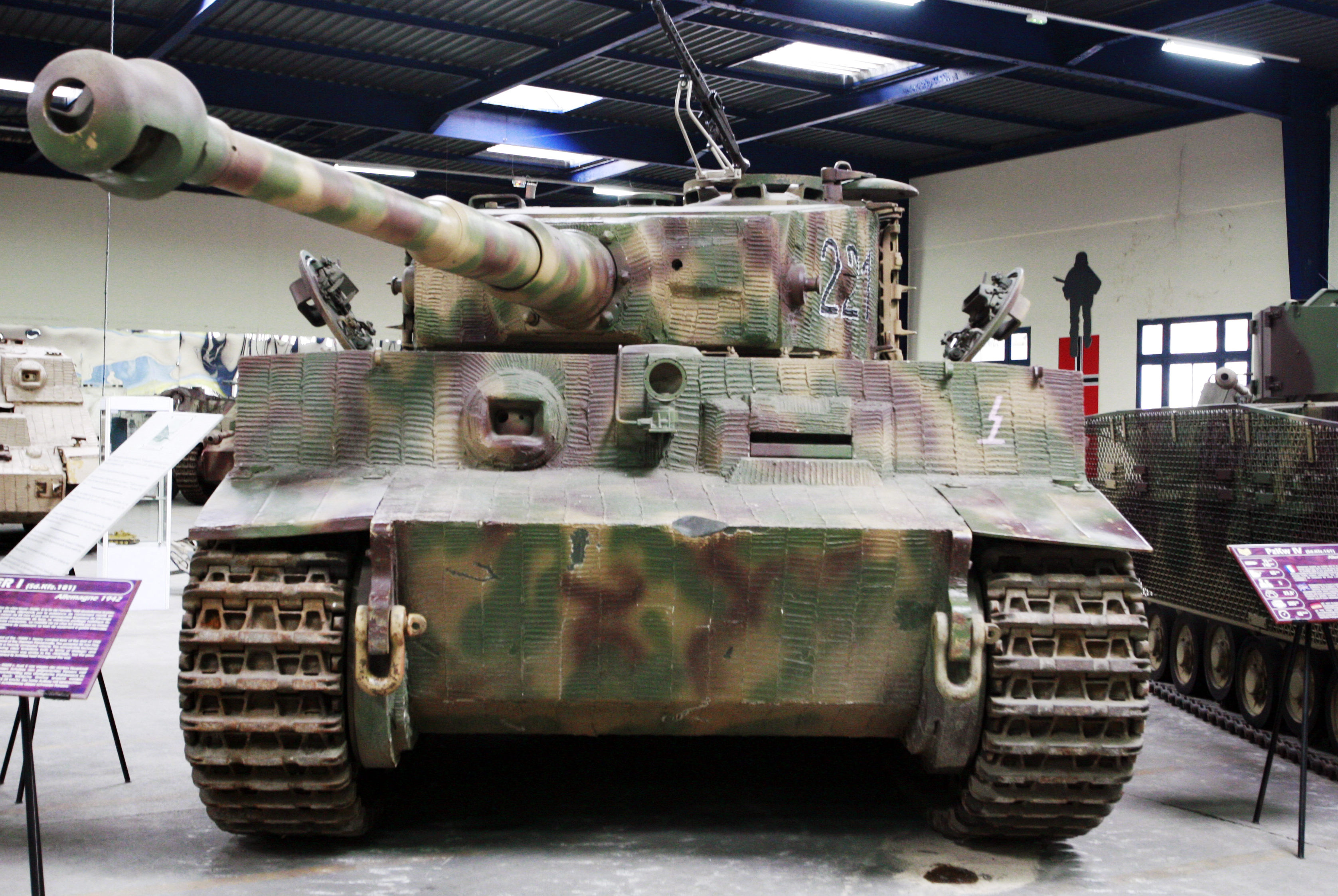
Tiger I expus la muzeul din Samur, Franța.
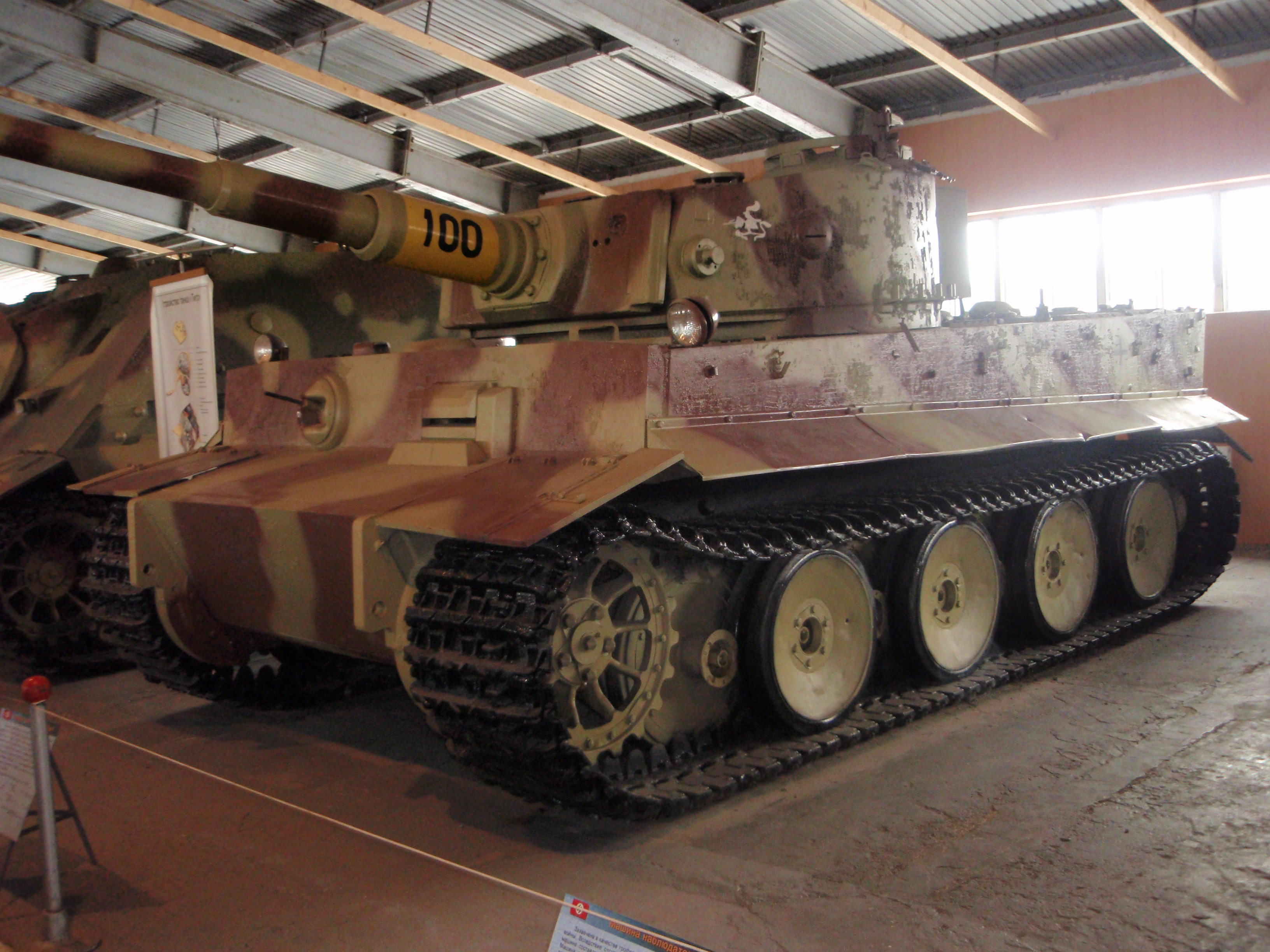
Muzeul Tancului din Kubinka.
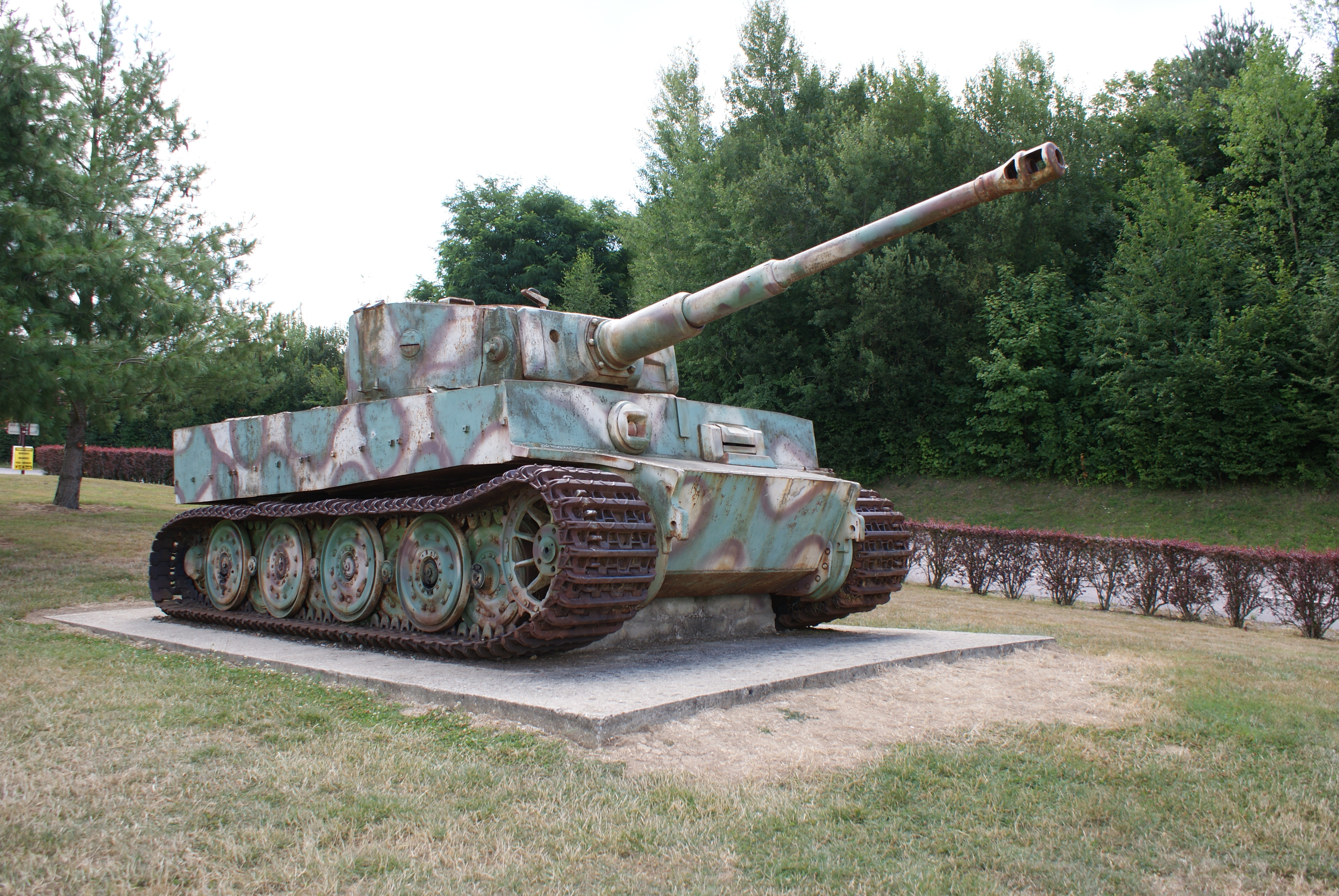
Tancul expus lângă Vimoutiers, în Franța.
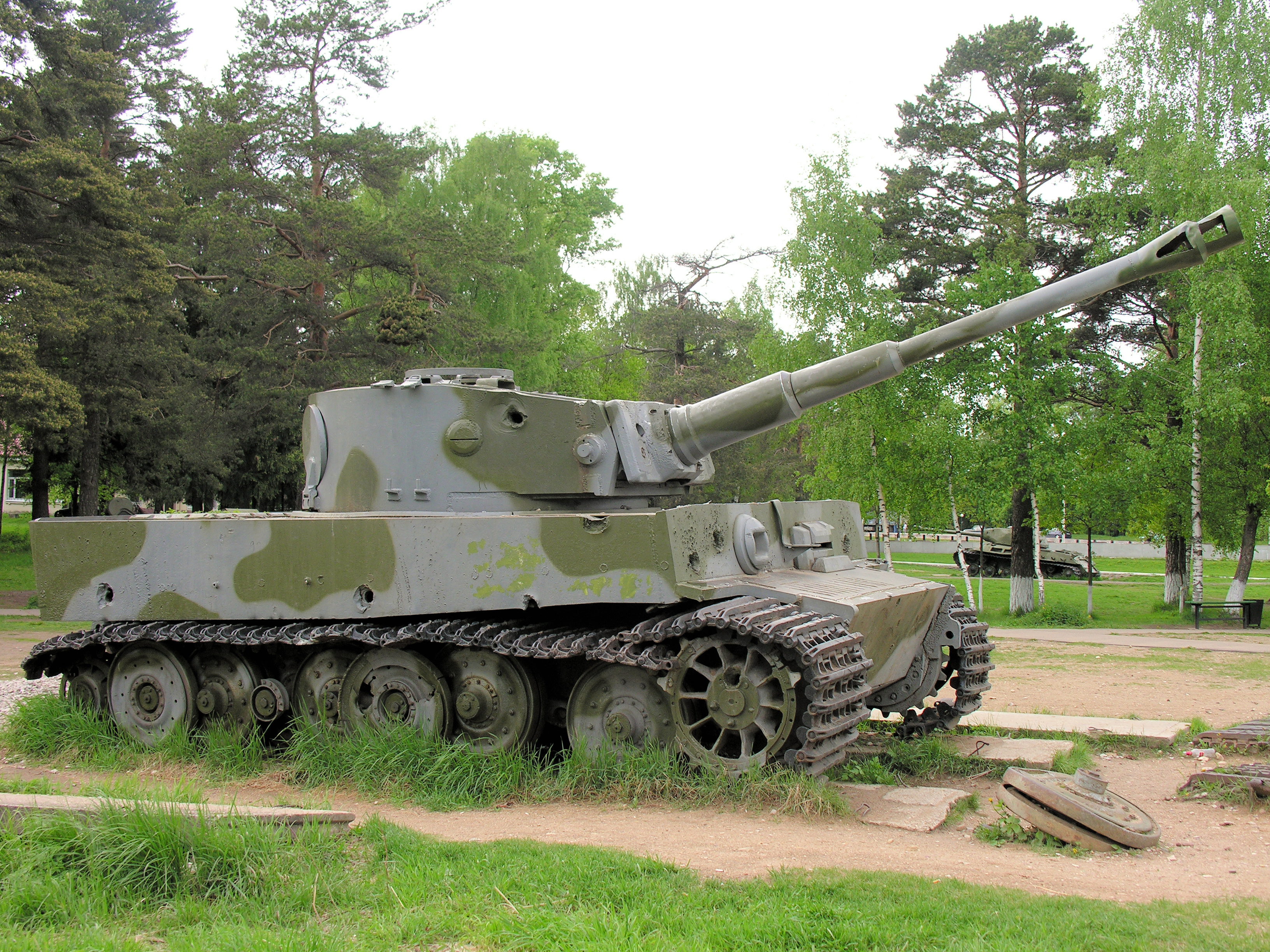
Tiger I expus la muzeul din Lenino-Snegiri în Rusia.

## Date tehnice
| Date tehnice Panzerkampfwagen VI Tiger               | |
| 0Date generale                                       | |
| Clasificare                                          | Tanc greu |
| Denumirea prototipului / Număr SdKfz                 | VK 4501 (H) / 181 |
| Inginer șef                                          | Dr. Erwin Aders (Henschel & Son, Kassel) |
| Greutate                                             | 57 tone |
| Lungime, inclusiv țeava tunului / fără țeava tunului | 8,45 m / 6,31 m |
| Lățime                                               | 3,54 m |
| Înălțime                                             | 3 m (ulterior, folosind cupola tancului Panther = 2,88 m) |
| 0Armament                                            | |
| Armament principal                                   | 8,8 cm KwK 36 L/56 (versiune a tunului antiaerian 8.8 cm FlaK) |
| Armament secundar                                    | două mitraliere MG 34 (una jumelată, cealaltă în dreapta mecanicului conductor, în carcasa blindată)                                                                           |
| Muniție                                              | Tun: 92 de lovituri Mitraliere: 4800 de cartușe (32 de încărcătoare a 150 de cartușe)                                                                                          |
| Lungimea țevii tunului                               | 4,93 m |
| Greutatea tunului                                    | 1,35 t |
| Durata de exploatare țevii                           | 6000 de proiectile |
| Prețul tunului                                       | 22.000 mărci germane |
| 0Blindaj                                             | |
| Partea frontală a carcasei blindate                  | 100 mm / 81° (Suprastructură) |
| Părțile laterale ale suprastructurii                 | 80 mm / 90° |
| Părțile laterale ale carcasei blindate               | 60 mm / 90° |
| Partea din spate a carcasei blindate                 | 80 mm / 90° |
| Podeaua carcasei blindate                            | 25 mm |
| Partea frontală a turelei                            | 100 mm / 80° (În jurul tunului 110 mm) |
| Părțile laterale ale turelei                         | 80 mm / 90° |
| Spatele turelei                                      | 80 mm / 90° |
| Plafonul turelei                                     | 25 mm |
| 0Mobilitate                                          | |
| Motor                                                | Motor cu ardere internă (Otto), model Maybach HL 230 P 45 12 cilindri în V cu lubriere de tip carter uscat. Baie ulei: 28 de litri. 2 carburatoare Solex, aprindere magnetică. |
| Capacitate                                           | 23 l |
| Cai putere                                           | maxim 700 (continuu: 650 CP) |
| Puterea specifică                                    | 12,3 CP/t |
| Viteza maximă pe drumuri / teren accidentat          | 40 / 20 km/h |
| Rezervor                                             | 540 l |
| Autonomie drumuri / teren accidentat                 | 100 km / 60 km (alte surse: 195 km / 110 km) |
| Lățimea șenilelor                                    | 72 cm |
| Presiunea la sol                                     | 1,03 kg / cm² |
| Garda la sol                                         | 47 cm |
| Panta maximă                                         | 35° |
| Traversare vad apă (adâncime maximă)                 | 1,60 m |
| Traversare șanțuri                                   | 2,50 m |

Note tabel date tehnice
1. ↑  Numărul cartușelor diferă în funcție de sursă.
2. ↑  Primele 250 de tancuri au folosit motorul Maybach HL 210 P 45 cu 650 CP
3. ↑  Spielberger: 60/100 km, iar T. Jentz: 195/110 km